# Сэлинджер, Джером Дэвид
Джеро́м Дэ́вид (Джей Ди) Сэ́линджер (англ. Jerome David "J. D." Salinger /ˈsælɪndʒər/; 1 января 1919, Нью-Йорк — 27 января 2010, Корниш, Нью-Гэмпшир) — американский писатель, произведения которого увидели свет в журнале The New Yorker во второй половине 1940-х и в 1950-е годы.

## Биография
Родился 1 января 1919 года в Нью-Йорке. Его отец — Соломон Сэлинджер (1887—1974), еврей литовского происхождения, зажиточный оптовый торговец копчёностями и сырами. Мать Джерома, Мириам Сэлинджер (до свадьбы носившая имя Мэри Джиллик) — шотландско-ирландского происхождения, принявшая иудаизм. Дорис, единственная сестра Джерома, была старше его на восемь лет и два месяца.
Сэлинджер вырос в Манхэттене, начал писать рассказы в средней школе.
Отец стремился дать сыну хорошее образование. В 1936 году Джером окончил военное училище Вэлли-Фордж в Уэйне, штат Пенсильвания. Здесь состоялся его литературный дебют: Джером написал три строфы для школьного гимна, который, кстати, исполняется и по сей день. Летом, в 1937 году Джером слушает лекции в Нью-Йоркском университете, в 1937—1938 годах едет в Австрию и Польшу (здесь в Быдгоще он по указанию отца изучает производство колбас). Вернувшись на родину, в 1938 году посещает лекции в Урсинус-колледже (Пенсильвания). В 1939 году поступает в Колумбийский университет, где слушает курс лекций о коротком рассказе, который читал редактор журнала «Стори» У. Бернетт. Ни одно из высших учебных заведений Джером так и не закончил, не проявив ни особых успехов, ни карьерных устремлений, чем вызвал недовольство отца, с которым он в конце концов рассорился навсегда.
Первые сочинения были опубликованы ещё до начала Второй мировой войны. Когда началась война, Сэлинджер добровольцем пошёл на фронт. Его не брали по состоянию здоровья, но он добился своего. Уже будучи на фронте, он написал в своём дневнике: «Я чувствую, что я нахожусь в нужное время в нужном месте, потому что здесь идёт война за будущее всего человечества».
В 1942 году начал встречаться с Уной О’Нил, дочерью драматурга Юджина О’Нила, которая, впрочем, вскоре познакомилась с Чарли Чаплином и вышла за него. Весной того же года был призван в армию, закончил офицерско-сержантскую школу войск связи, в 1943 году в чине сержанта был переведён в контрразведку и направлен в город Нашвилл (Теннесси).
6 июня 1944 года сержант Сэлинджер в составе отдела контрразведки 12-го пехотного полка 4-й пехотной дивизии участвовал в высадке десанта в Нормандии, затем в битвах в Арденнах и Хюртгенском лесу. Работал с военнопленными, принимал участие в освобождении нескольких концлагерей (включая, видимо, концлагерь Дахау). На фронте встретился с военным корреспондентом и писателем Эрнестом Хемингуэем, чьи личные качества и стиль письма произвели большое впечатление на Сэлинджера; в свою очередь, Хемингуэй оценил литературные таланты начинающего автора. После победы над Третьим рейхом, вылечившись от боевой психической травмы, занимался денацификацией Германии.
В Германии Сэлинджер женился, брак оказался коротким, весной 1946 года брак был расторгнут по инициативе Сэлинджера.
Писательская карьера Сэлинджера началась с публикации коротких рассказов в нью-йоркских журналах. Его первый рассказ «Молодые люди» (The Young Folks) был опубликован в 1940 году в журнале Story, основанном Уитом Бёрнеттом. С 1941 года начал публиковаться в издании The New Yorker. Первую серьёзную известность Сэлинджеру принёс короткий рассказ «Хорошо ловится рыбка-бананка» (A Perfect Day for Bananafish, 1948) — история одного дня из жизни молодого человека Симора Гласса и его жены. В конце 1940-х годов стал изучать дзэн-буддизм.
Во второй половине 1940-х годов за Сэлинджером закрепилась репутация одного из самых искусных и многообещающих мастеров американской новеллистики. Многие из его рассказов отразили травмирующие переживания войны.
Спустя одиннадцать лет после первой публикации, 16 июля 1951 года, выходит из печати единственный роман Сэлинджера «Над пропастью во ржи» (The Catcher in the Rye, 1951), над которым писатель работал с 1941 года.  За короткий срок были проданы беспрецедентные 60 миллионов копий и до сих пор ежегодно продается около 250 000 экземпляров этой книги. Роман встретил дружное одобрение критики,  имел оглушительный успех, снискал любовь читателей во всём мире и до сих пор сохраняет популярность среди старшеклассников и студентов, находящих во взглядах и поведении героя, Холдена Колфилда, близкий отзвук собственным настроениям.  Не одно поколение молодёжи сочувственно следило за потерей детских иллюзий взрослеющим героем книги. Книга была запрещена в нескольких странах и некоторых штатах США за депрессивность и употребление бранной лексики, но сейчас во многих американских школах входит в списки рекомендованной для чтения литературы. К 1961 году роман был переведён уже в двенадцати странах, включая СССР, где его напечатали в переводе Риты Райт-Ковалёвой в журнале «Иностранная литература» (№ 11 за 1960 год).
Ко времени выхода романа в различных периодических изданиях уже были опубликованы двадцать шесть произведений Сэлинджера, в том числе семь из девяти новелл, составивших в 1953 году отдельную книгу «Девять рассказов».
В 1960-е годы выходят новеллы «Фрэнни и Зуи» (Franny and Zooey) и повесть «Выше стропила, плотники» (Raise High the Roof Beam, Carpenters). Героев этих произведений — членов высокоинтеллектуальной, утончённой семьи Глассов — Сэлинджер делает проводниками своих идей — синтеза дзэн-буддизма, умеренного мистицизма, нигилизма битников и толстовства. Произведение «Фрэнни и Зуи» говорит о религиозном произведении XIX века из России «Откровенные рассказы странника духовному своему отцу», что сделало последнее популярным вне теологии.
После 1965 года Сэлинджер перестал публиковаться и вёл затворнический образ жизни. Своё последнее интервью он дал в 1980 году.

### Семья
В 1955 году в возрасте 36 лет Сэлинджер женится на студентке Клэр Дуглас, дочери арт-критика Роберта Лэнгтона Дугласа. У пары родились дочь Маргарет (1955) и сын Мэтью (1960). Маргарет позже написала мемуары «Dream Catcher». Сэлинджер настоял, чтобы жена бросила обучение за четыре месяца до окончания и переехала к нему, что та и сделала. Их дочь в детстве часто болела, но экзальтированный Сэлинджер отказывался вызывать доктора. Позже Клэр призналась дочери, что «ходила по краю» и подумывала убить её и себя. В поездке в Нью-Йорк она едва это не совершила, но сбежала из отеля с Маргарет. Несколько месяцев спустя Сэлинджер убедил её вернуться в Корниш.

### Последние годы
После того как роман «Над пропастью во ржи» завоевал популярность, Сэлинджер стал вести жизнь затворника, отказываясь давать интервью. После 1965 года он перестал печататься, сочиняя только для себя. Сэлинджер наложил запрет на переиздание ранних сочинений (до рассказа «Хорошо ловится рыбка-бананка») и пресёк несколько попыток издать его письма. В последние годы жизни он практически никак не общался с внешним миром, живя за высокой оградой в особняке в городке Корниш, штат Нью-Гэмпшир, и занимаясь разнообразными духовными практиками (буддизм, индуизм, йога, макробиотика, дианетика), а также нетрадиционной медициной, глоссолалией, гомеопатией, акупунктурой и христианской наукой.
Сэлинджер умер естественной смертью в своём доме в Нью-Гэмпшире 27 января 2010 года в возрасте 91 года. Его наследниками названы третья жена Колин О’Нил-Закшески-Сэлинджер и сын Мэтью.

## Творчество
Главные герои большинства произведений Сэлинджера — дети и подростки до 17 лет. Однако его нельзя назвать «детским» писателем. В своих произведениях (в первую очередь в романе «Над пропастью во ржи») Сэлинджер поднимает тему противостояния героя-подростка с его идеалами и максимализмом жестокости и подлости окружающего его «взрослого» мира. По словам филолога Андрея Аствацатурова, Сэлинджер интуитивно с помощью литературных средств создал образ того, что в 1980-х и 1990-х годах французские философы Жан-Люк Нанси и Ф. Лаку-Лабарт назовут дезистирующим (отрекающимся) субъектом. Герои его произведений заключают в себе существование, не находящее в себе чётких границ и определений, будто отрекающееся от самого себя.
В рассказах и повестях, посвящённых семейству Глассов («Хорошо ловится рыбка-бананка», «Фрэнни и Зуи», «Выше стропила, плотники», «Симор: Введение» и других) тема бескомпромиссного противостояния талантливой личности и мира развивается и углубляется. Братья и сёстры Гласс, даже повзрослев, сохраняют верность своим идеалам. В этом их психологически поддерживают собственные дети (рассказ «В лодке»), общий дух семьи Гласс («Выше стропила, плотники»), а также разнообразные духовные практики, в первую очередь дзэн-буддизм («Фрэнни и Зуи»). Тем не менее, борьба личности с мещанским окружением порой заканчивается трагически (Симор).
Тема мистицизма, буддизма и общего ухода от мира с целью сохранить свою духовную сущность явно просматривается уже в «Девяти рассказах» и усиливается в поздних произведениях Сэлинджера.

## Произведения
- 1940 — Подростки (The Young Folks)
- 1940 — Повидайся с Эдди (Go See Eddie)
- 1941 — Виноват, исправлюсь (The Hang of It)
- 1941 — Душа несчастливой истории (The Heart of a Broken Story)
- 1942 — Затянувшийся дебют Лоис Тэггетт (The Long Debut of Lois Taggett)
- 1942 — Неофициальный рапорт об одном пехотинце (Personal Notes of an Infantryman)
- 1943 — Братья Вариони (The Varioni Brothers)
- 1944 — По обоюдному согласию (Both Parties Concerned)
- 1944 — Мягкосердечный сержант (Soft Boiled Sergeant)
- 1944 — Последний день последнего увольнения ('Last Day of the Last Furlough)
- 1944 — Раз в неделю — тебя не убудет (Once a Week Won’t Kill You)
- 1945 — Элейн (Elaine)
- 1945 — Я сумасшедший (I’m Crazy)
- 1945 — Солдат во Франции (A Boy in France)
- 1945 — Сельди в бочке (This Sandwich Has No Mayonnaise)
- 1945 — Посторонний (The Stranger)
- 1946 — Легкий бунт на Мэдисон-авеню (Slight Rebellion off Madison)
- 1947 — Девчонка без попки в проклятом сорок первом (A Young Girl in 1941 with No Waist at All)
- 1947 — Опрокинутый лес (‘’The inverted Forest’’)
- 1948 — Знакомая девчонка (A Girl I Knew)
- 1948 — Грустный мотив (Blue melody)
- 1948 — Хорошо ловится рыбка-бананка (A Perfect Day for Bananafish)
- 1948 — Лапа-растяпа (Uncle Wiggily in Connecticut)
- 1948 — Перед самой войной с эскимосами (Just Before the War with the Eskimos)
- 1949 — Человек, который смеялся (The Laughing Man)
- 1949 — В лодке (Down at the Dinghy)
- 1950 — Дорогой Эсме — с любовью и всякой мерзостью (For Esmé — with Love and Squalor)
- 1951 — И эти губы, и глаза зелёные… (Pretty Mouth and Green My Eyes)
- 1951 — Над пропастью во ржи (The Catcher in the Rye)
- 1952 — Голубой период де Домье-Смита (De Daumier-Smith’s Blue Period)
- 1953 — Тедди
- 1955 — Выше стропила, плотники
- 1959 — Симор: Введение
- 1961 — Фрэнни и Зуи
- 1965 — 16 Хэпворта 1924 года (Hapworth 16, 1924)

### Неопубликованные
- 1942 — Последний и лучший из Питер Пэнов (The Last and Best of the Peter Pans)
- 1944 — Детский эшелон (The Children`s Echelon).
- 1944 — Два одиноких человека (Two Lonely Men).
- 1946 — Именинник (Birthday Boy).
- 1947 — Океан, полный шаров для боулинга (The Ocean Full of Bowling Balls).

Согласно устной биографии «Сэлинджер» авторы Дэвид Шилдс и Шейн Салерно утверждают, будто Сэлинджер оставил посмертные инструкции об издании в 2015—2020 годах его неопубликованных произведений, включающих рассказы о семье Глассов, роман об его отношениях с первой женой Сильвией, новеллу в форме дневника о Второй мировой войне, руководство по веданте и рассказы о Холдене Колфилде.

## Влияние
Произведения Сэлинджера вдохновили многих других писателей: Стивен Чбоски, Джонатан Сафран Фоер, Харуки Мураками, Том Роббинс, Джон Грин, Луис Сейкер и др. Гарольд Бродки назвал его самой выдающейся фигурой американской литературы после Хэмингуэя. Лауреат Пулитцеровской премии романист Джон Апдайк признавался, что рассказы Сэлинджера открыли ему глаза на то, как следует сплетать бессвязные сюжеты. Ранние произведения Филиппа Рота проникнуты «сэлинджеровским голосом и космичностью времени».
На основе романа Сэлинджера и юной Уны О’Нил французский прозаик Фредерик Бегбедер написал книгу «Уна & Сэлинджер» (2015).
Личность Сэлинджера показана в ряде фильмов: «Проходя через рожь» (Coming Through the Rye, 2015), сериале «Конь БоДжек» (6, 7, 8, 10-я серии 2-го сезона; 1-я серия 3-го сезона), биографическом «За пропастью во ржи» (2017).